# ورنر سوبک
 ورنر سوبک (انگلیسی: Werner Sobek؛ زادهٔ ۱۶ مهٔ ۱۹۵۳) یک معمار و مهندس اهل آلمان است.